# Павлово (Рамешковский район)
Павлово — опустевшая деревня в Рамешковском районе Тверской области.

## География
Находится в восточной части Тверской области на расстоянии приблизительно 31 км на юг-юго-восток по прямой от районного центра поселка Рамешки.

## История
Известна с 1859 года как русское владельческое сельцо с 9 дворами. В 1887 году 15 дворов, в 1942 — 12 хозяйств, в 1998 1 дом местного жителя и 7 домов принадлежало наследникам и дачникам. В 2001 году в деревне 5 домов — собственность наследников и дачников. В советское время работали колхозы «Верный путь», «Нива», «1 Мая» и «Перелом». До 2021 входила в сельское поселение Ведное Рамешковского района до их упразднения.

## Население
Численность населения: 92 человека (1859 год), 78 (1887), 405 (1933), 49 (1942), 1 (1998), 0 как в 2002 году, так и в 2010.